# Kabinett Katsura II
Das 2. Kabinett Katsura (jap. 第二次桂内閣, dai-niji Katsura naikaku) regierte Japan unter Führung von Premierminister Katsura Tarō vom 14. Juli 1908 bis 30. August 1911.
| Amt                                    | Name               | Amtszeit                                                               | Kammer (Wahlkreis) | Fraktion |
| -------------------------------------- | ------------------ | ---------------------------------------------------------------------- | ------------------ | -------- |
| Premierminister                        | Katsura Tarō       |                                                                        |                    |          |
| Außenminister                          | Terauchi Masatake  | 14. Juli 1908 bis 27. August 1908                                      |                    |          |
| Außenminister                          | Komura Jūtarō      | 27. August 1908 bis 30. 1911                                           |                    |          |
| Innenminister                          | Hirata Tōsuke      |                                                                        |                    |          |
| Finanzminister                         | Katsura Tarō       |                                                                        |                    |          |
| Heeresminister                         | Terauchi Masatake  |                                                                        |                    |          |
| Marineminister                         | Saitō Makoto       |                                                                        |                    |          |
| Justizminister                         | Okabe Nagamoto     |                                                                        |                    |          |
| Kultusminister                         | Komatsubara Eitarō |                                                                        |                    |          |
| Minister für Landwirtschaft und Handel | Ōura Kanetake      | 14. Juli 1908 bis 26. März 1910; 3. September 1910 bis 30. August 1911 |                    |          |
| Minister für Landwirtschaft und Handel | Komatsubara Eitarō | 28. März 1910 bis 3. September 1910                                    |                    |          |
| Minister für Kommunikation             | Gotō Shimpei       |                                                                        |                    |          |

## Andere Positionen
| Amt                        | Name                |
| -------------------------- | ------------------- |
| Chefkabinettssekretär      | Shibata Kamon       |
| Leiter des Legislativbüros | Yasuhiro Ban’ichirō |